# Wo ich wohne
Die Kurzgeschichte Wo ich wohne von Ilse Aichinger aus dem Jahre 1963, veröffentlicht in der gleichnamigen Prosa-Anthologie, handelt vom albtraumartigen Einbruch des Außergewöhnlichen in den Alltag des Einzelnen, dem dieser sich hilflos ausgesetzt fühlt. Dabei bleibt unklar, ob das Erzählte als 'reales Geschehen' intendiert ist oder als rein subjektiver Erlebnisinhalt.

## Inhalt
Zeitlich ordnet sich der Text in die Nachkriegsliteratur ein (der Lift ist seit dem Krieg nicht in Betrieb). Erzählt wird die Geschichte von einem anonymen Ich, dessen Geschlecht unklar bleibt. Dieser Erzähler ist damit konfrontiert, dass seine komplette Wohnung aus dem vierten Stock sukzessive bis in den Keller verlagert wird, wobei allerdings in einer Art Zeitraffung erzählerisch mehrere Zwischenstufen übersprungen werden, so dass das Geschehen durch den den Text gliedernden Parallelismus lakonisch zusammengefasst wird: Ich wohne seit gestern einen Stock tiefer. – Ich wohne jetzt im Keller. Mit dem resignativen Schlusssatz Jetzt ist es zu spät. bestätigt das Ich die „Unausweichlichkeit“ des befremdenden Geschehens – ein Topos in der Literaturwissenschaft noch der 60er-Jahre – und die eigene Handlungsunfähigkeit. Der Erzähler fügt sich in sein Schicksal und sieht sich antizipierend bald schon unterirdisch im Kanal.
Außer der Handlungsunfähigkeit (Ich wollte dann die Stiegen hinaufgehen, um mich zu überzeugen, wer nun neben den Leuten wohnte, die bisher neben mir gewohnt hatten, [...] fühlte mich aber plötzlich so schwach, dass ich zu Bett gehen musste.) und dem Sich-ausgeliefert-Fühlen ist noch die soziale Beziehungslosigkeit ein Charakteristikum der Situation des Ich. Deswegen findet eine Klärung resp. Aufklärung der Vorgänge nicht statt. Potentielle Zeugen für die Authentizität des Geschehens werden zwar genannt: ein Student, der zur Untermiete bei dem Erzähler wohnt (Er hat keine Ahnung von dem, was geschehen ist.), die Aufräumefrau, der Hausbesorger, die Kohlenmänner – aber sie kommen nicht zu Wort, und ihr Handeln ist unauffällig, so als sei nichts geschehen. Sie grüßen den Erzähler zwar freundlich, wenn sie diesem zufällig begegnen, scheinen aber die dem Erzähler merkwürdigen Umstände normal zu finden. Den Leser irritiert das: Er muss sich fragen, ob der Erzähler verrückt ist oder ob die anderen Leute verrückt sind.
Wenn das Geschehen 'real' ist, sollten sich doch die Leute darüber verwundern. Wenn sie das aber zumindest vordergründig nicht tun, liegt das entweder daran, dass sie nichts merken oder dass es ihnen gleichgültig ist, was mit dem Mitmenschen und letztlich auch mit ihnen selbst geschieht.

## Formale Merkmale
Der offene Anfang und der offene Schluss sowie das Thema – Einbruch des Unerwarteten in den Alltag – zeichnen diesen Text als Kurzgeschichte aus. Häufige z. T. leitmotivartige Wiederholungen und Verdoppelungen (Anapher, Gemination, Parallelismus, Reduplikation) sowie der Aufbau in „zwei, durch gemeinsame Motive miteinander verbundene, symmetrisch gestaltete Teile“ haben offenbar die Aufgabe, das Erleben festzuhalten und der Irritation Haltgebendes entgegenzusetzen. In der häufigen Verwendung des Konjunktivs II als Irrealis, Ausdruck einer Vermutung oder eines unerfüllbaren Wunsches materialisiert sich die Fragwürdigkeit des Wirklichkeitsgehaltes des Erlebten und die Unsicherheit des Erzählers über das gegenwärtige und künftige Geschehen.
Höhepunkt der linear aufgebauten Erzählung ist zugleich der Tiefpunkt in der Vertikaltopik: Das Individuum verschwindet unaufhaltsam in der Versenkung, nämlich im Keller, und rechnet nicht mehr mit einer Rettung. Andere Gegensatzpaare, die dieser Vertikaltopik 'oben' versus 'unten' analog konstruiert sind: 'Konstanz' versus 'Veränderung', 'Wohnungsinhalt unverändert' versus 'Wohnung auf anderer Ebene', 'ganz beruhigt' versus 'Unruhe'/'Verunsicherung'/'Katastrophe'.
Das Außergewöhnliche des Geschehens kontrastiert mit einer „nüchternen Alltagssprache“, die durch einen Nominalstil in der Wortwahl, einen parataktischen Satzbau, ja, durch ein Pathos der Nüchternheit und Emotionslosigkeit gekennzeichnet ist.

## Zur Interpretation
Im Handbuch zur deutschsprachigen Gegenwartsliteratur heißt es zu Aichingers Prosa:

„Die erzählte Wirklichkeit ist reduziert auf Situationen und Vorgänge, die existentielle Wahrheiten enthalten.“

Welche sind nun diese Wahrheiten, wofür steht nun diese Parabel? Ein möglicher Ansatz wäre dieser: Ein einsames Individuum sieht sich hilflos einem merkwürdigen Geschehen ausgeliefert, hilflos, weil es nicht versteht und keine Kommunikationsmöglichkeit zum Erkenntniserwerb sieht, aber auch hilflos, weil es das Geschehen als unveränderlich erlebt. – Dies ist die Erfahrung des anonymen Individuums in der modernen Massengesellschaft, die durch zunehmend fehlende Bindungen und entgleitende Sinnbezüge gekennzeichnet ist. Die Erzählung wirft insofern ein Schlaglicht auf die Kehrseite des Wirtschaftswunders. Dieses kritische Potential der Literatur der frühen Bundesrepublik wird von der Literaturwissenschaft allerdings nicht nur positiv aufgenommen: „Während die Wirtschaft der Bundesrepublik auf Hochtouren läuft, die alten politischen und ökonomischen Eliten die Geschäfte der jungen Demokratie besorgen, es scheinbar ohne Ende 'aufwärts' geht, genießen die schöngeistigen Intellektuellen die Chimäre einer angeblich undurchschaubaren und sinnlosen 'äußeren' Welt, versenken sich in die Metaphorik des dunkel Verrätselten, Ausweglosen, Absurden.“ Das Individuum verschwindet namenlos, geschlechtslos, defätistisch und beinahe spurlos. Die Parabel wäre damit auch eine „Klage über die Beziehungslosigkeit zwischen den Menschen und über ihre Entfremdung voneinander“ und von dem sie umgebenden objektiven Geschehen.
Mehr noch als das kuriose Geschehen irritiert den Leser die völlige Passivität des Protagonisten. Implizit könnte das als Appell an Eigenverantwortung gedeutet werden: Der Mensch soll sein Schicksal in die eigene Hand nehmen.
Wirklich „spurlos“ verschwindet das Ich allerdings nicht: Immerhin hinterlässt es eine Erzählung. Es werden auch Bücherregale erwähnt. Literatur thematisiert sich hier in einer autoreflexiven Wendung selbst. Sie dient offenbar der Kompensation, auch als kollektives Gedächtnis, wo der Einzelne im Geschichtslosen verschwindet. Sinnstiftung erfolgt somit im ideellen Überbau, wo Sinn auf der materiellen Basis nicht mehr ausgemacht werden kann. Inwiefern nun Literaturproduktion und -konsumption eher einem Eskapismus – vergleichbar dem samstäglichen Konzertbesuch des Erzählers – oder eher der Überwindung von Entfremdung und der Herstellung von Autonomie dient, darauf gibt die Erzählung keine eindeutige Antwort, aber sie wirft die Frage auf.